# Calle Buenos Aires (Tucumán)
La Calle Provincia de Buenos Aires es una calle de San Miguel de Tucumán, Tucumán, Argentina. Esta se extiende desde la avenida 24 de septiembre hasta la calle Antonio Ramón Ángel Benejam, siendo calle semipeatonal desde su inicio hasta calle Crisóstomo Álvarez.

## Historia
La calle Buenos Aires fue creada tras el trazado colonial original de la ciudad en 1685, extendiéndose luego por el Ensanche Liberal de la década del 80 del siglo XIX. Durante el siglo XX, sobre esta calle, se construyeron residencias, comercios y lugares históricos, como la capilla del Sagrado Corazón de Jesús y convento de las Hermanas Terciarias Franciscanas de la Caridad. Esta fue obra del arquitecto Alberto Pelsmaekers, al igual que el claustro, donde actualmente funciona una sede de la Universidad Siglo 21 en la misma calle.
En 1988, conjuntamente al cambio de sentido de varias del centro tucumano, se hizo peatonal la primera cuadra de calle Buenos Aires, pero sólo en horario comercial. En 2014 este tramo se transformó en semipeatonal, siendo la primera de Tucumán. Las obras fueron inauguradas el 11 de diciembre de ese año, ampliando las veredas y reduciendo el ancho de la calle a 3,85 metros de pavimento articulado. Asimismo se instalaron mobiliario urbano, iluminación y se crearon dársenas para ambulancias, carga y ascenso y descenso de pasajeros.

## Sitios de interés
A lo largo de esta calle se desarrollan varios lugares de interés y emblemáticos:
- Escuela Federico Helguera
- Instituto Decroly
- Comisaría 2°
- Parque El Provincial
- Escuela Especial Magdalena Lagarrigue
- Escuela Pantaleón Fernández